# João Henrique Caldas
João Henrique Holanda Caldas (Maceió, 22 de julho de 1987), mais conhecido como JHC, é um advogado e político brasileiro, filiado ao Partido Liberal. É o atual prefeito de Maceió, eleito com 58,64% dos votos válidos no 2° turno da eleição municipal de 2020, e reeleito em 2024.
Foi o candidato a deputado federal mais votado do estado nas eleições de 2014. Exerceu a função de Terceiro-Secretário da Mesa da Câmara dos Deputados do Brasil, no biênio 2017-2019. Nas eleições gerais de 2018, foi candidato à reeleição, sendo o candidato a deputado federal mais bem votado do Brasil proporcionalmente.

## Biografia
João Henrique é filho de João Caldas da Silva e Eudócia Maria Holanda de Araújo. Seu pai também é político, tendo atuado também na Câmara dos Deputados. JHC é evangélico, membro da Igreja Internacional da Graça de Deus.

### Formação acadêmica
Estudou no colégio INEI. Cursou Direito no UniCEUB, vindo a se formar posteriormente no CESMAC. Fez intercâmbio em Sydney, Austrália, para estudar inglês e negócios na Australian Pacific College. 
Em Harvard, realizou o Curso de Liderança Executiva em Desenvolvimento da Primeira Infância, programa voltado a formação de líderes capazes de executar políticas voltadas aos cidadãos do futuro.
Em 2018 foi aprovado no Exame de Ordem da Ordem dos Advogados do Brasil.
Em 2019, a convite do Banco Mundial, representou o Brasil em uma Conferência Parlamentar Global, em que se debateu, com representantes políticos de vários países, os desafios do futuro que envolvem governança, conectividade, tecnologias disruptivas, considerando o impacto no mercado de trabalho, sociedade e economia.
Também em 2019 foi convidado a participar do 14º IGF, o maior evento mundial sobre a governança e internet, que abordou, junto com técnicos, especialistas, parlamentares e membros da sociedade civil os protocolos e padrões para criar, em cada país, uma infraestrutura legal adequada à transformação digital.
É advogado, especialista em Direito Digital e compliance, e mestrando em Gestão Pública, pelo Instituto Brasiliense de Direito Público, IDP.

## Carreira política

### Deputado estadual (2011–2014)
Em 2009, anunciou sua filiação ao PTN, visando as eleições do ano seguinte; nesse ano, foi eleito deputado estadual. Ingressou na Assembleia Legislativa de Alagoas com 23 anos. Entre as ações desempenhadas, destacam-se a criação da Comissão de Ciência e Tecnologia, Parlamento Jovem, Comissão de Defesa do Consumidor e Contribuinte, Comissão Especial das Enchentes e denúncias de irregularidades que mais tarde culminariam com o afastamento da Mesa Diretora, então presidida pelo deputado Fernando Toledo (PSDB).
Em junho de 2010,  a região conhecida como Vale do Paraíba, em Alagoas, foi acometida em uma enchentes de grandes proporções, deixando por volta de 27 mil desabrigados. A reação do Governo Estadual foi titubeante, levando JHC a propor a criação de uma Comissão Especial das Enchentes (CENC), com o objetivo de “acompanhar, fiscalizar e auxiliar” o Programa de Reconstrução. Em decorrência dos trabalhos da CENC, como ficou conhecida a Comissão, o programa da Reconstrução evoluiu, retirando os desabrigado de barracos que chegavam a 60 (graus), em seu interior. Por ser uma Comissão atípica, sua atuação se estendeu por toda a legislatura.
Em junho de 2013, João Henrique apresentou documentos que indicavam possíveis irregularidades na movimentação bancária da Assembleia Legislativa. Segundo o deputado, R$ 4,7 milhões teriam sido sacados sem justificativa no ano de 2011. O deputado explicou que havia requerido, naquele ano, os dados das movimentações financeiras do legislativo à Mesa Diretora e, posteriormente, para a Caixa Econômica Federal, mas não obteve retorno. Seus pedidos feitos ao banco só foram atendidos após decisões favoráveis do juiz Marcelo Gonçalves, da 6ª Vara Federal, e do procurador do Ministério Público Federal Marcelo Toledo Silva. Caldas apresentou também números pagos em 2011 pela Gratificação por Dedicação Excepcional (GDE). De acordo com ele, a Assembleia pagou R$ 17,5 milhões só em 2011, um aumento de 600% nos vencimentos de alguns servidores, e que o dinheiro é pago sem critério aparente. Além disso, esse dinheiro consta em extratos bancários, mas não nos contracheques destes funcionários.
Analisando a documentação conseguida nos autos do processo, verificou-se que alguns servidores chegavam a receber mais de R$ 80.000,00 mensais, e, em um episódio conhecido como “vassouras de ouro”, servidoras humildes, responsáveis pela limpeza do Gabinete do Presidente, receberam valores milionários. Além de um sobrinho do presidente, que recebia salários mesmo morando na Austrália. O caso ganhou repercussão nacional, merecendo destaque no Fantástico, da TV Globo. Em decorrência da grande repercussão que o caso teve, o Ministério Público Estadual manejou diversas ações por improbidade administrativa, culminando no afastamento da Mesa Diretora.
Em dezembro de 2014, JHC denunciou, em sessão especial na Assembleia Legislativa, a existência de contratos milionários no Programa da Reconstrução, criado pelo governo estadual para construir novas moradias aos desabrigados da enchente registrada em dezenas de municípios alagoanos em 2010. Segundo o Movimento Nacional de Luta pela Moradia (MNLM), cerca de três mil famílias ainda não teriam recebido novas moradias.

### Deputado federal (2015–2020)

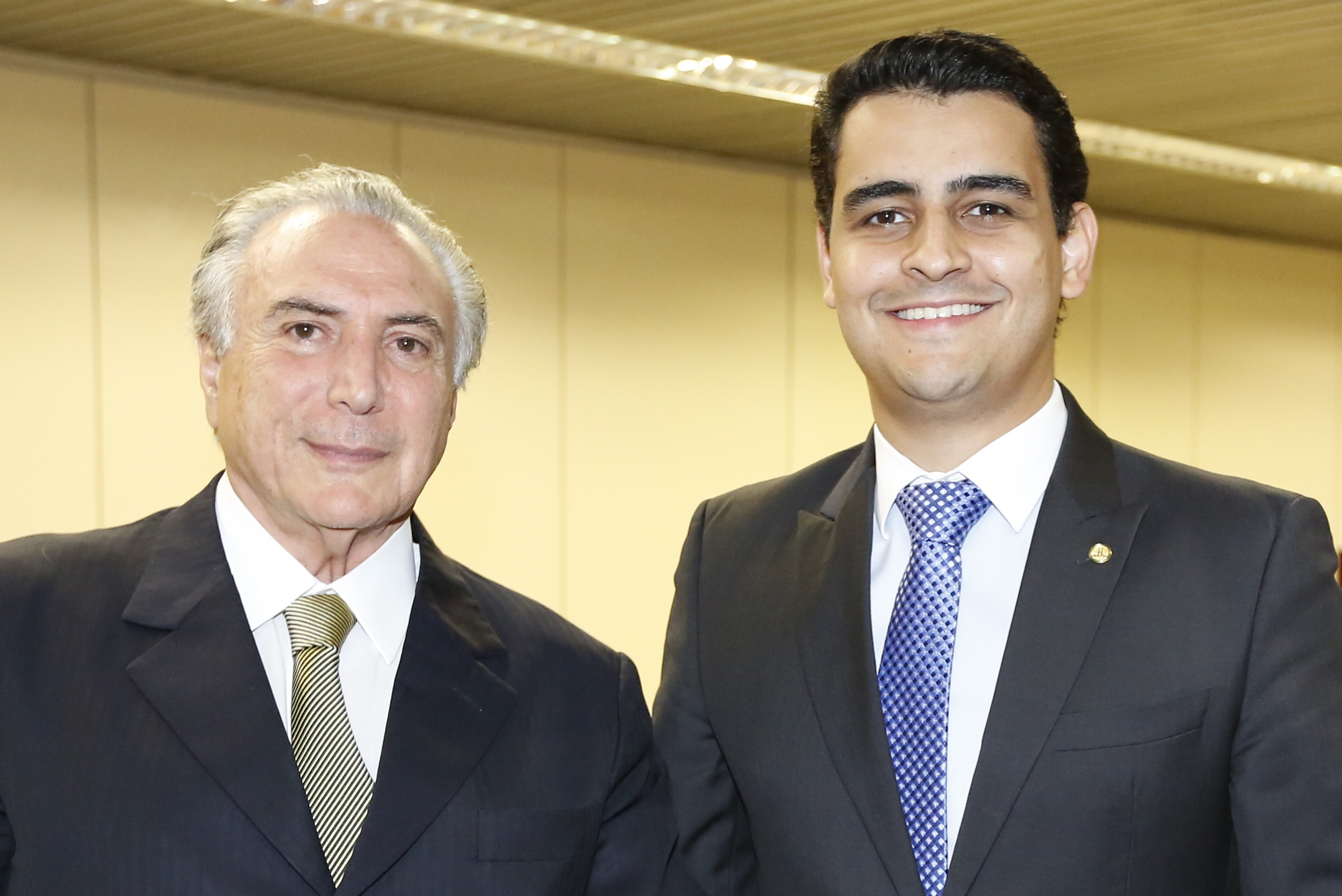
João Henrique Caldas e o então vice-presidente Michel Temer

Deixou o PTN em 2013, quando ingressou no recém-criado Solidariedade (SD), partido que presidiu no estado. Nas eleições de 2014, foi eleito deputado federal, para a 55.ª legislatura (2015–2019), quando se elegeu nas eleições daquele ano como deputado federal mais votado de Alagoas, conseguindo mais de 68 mil votos apenas na capital, Maceió. Ao assumir o mandato, JHC recusou o recebimento do chamado “auxílio-paleto” e destinou o dinheiro à Universidade Estadual de Alagoas.
Como deputado federal, foi um dos fundadores da chamada Frente Parlamentar pela Internet Livre e Sem Limites, quem tem por objetivo criar um espaço de discussão com os dirigentes das operadoras de telefonia, sindicatos, agências reguladoras, órgãos de proteção ao consumidor, Conselho Administrativo de Defesa Econômica e conselho federal da Ordem dos Advogados do Brasil, com relação a telefonia fixa e móvel e o uso e funcionamento da Internet no Brasil.
Pela Câmara dos Deputados, JHC foi um dos demais deputados que votaram a favor do processo de impeachment de Dilma Rousseff.

#### Candidatura a prefeito de Maceió em 2016

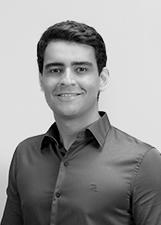
JHC como candidato a prefeito de Maceió em 2016

Anunciou em novembro de 2015, sua saída do Solidariedade e o ingresso no Partido Socialista Brasileiro (PSB), visando as eleições para o executivo de Maceió no ano seguinte. Em maio de 2016, a presidente do diretório estadual do PSB em Alagoas, Kátia Born, declarou que o deputado JHC seria lançado como candidato do partido a prefeito de Maceió. Em 5 de agosto de 2016, JHC lançou oficialmente sua candidatura à prefeitura de Maceió, sob a plataforma de dar voz à nova política.
O deputado tornou-se alvo de três processos pedindo a cassação de seu mandato por infidelidade partidária, após ter trocado o Solidariedade pelo PSB antes da abertura da chamada "janela partidária". Um dos processos foi impetrado pela executiva nacional do SD, e os outros dois por suplentes de deputado que pleiteiam a vaga na Câmara: Major Cardoso e Nivaldo Albuquerque. Em 9 de agosto de 2016, o Tribunal Superior Eleitoral (TSE), extinguiu, por unanimidade, todos os processos por infidelidade partidária contra JHC.
Nas eleições de 2016, ficou em terceiro lugar como candidato a prefeito pelo PSB, obtendo 21,78% dos votos válidos (menos de 3% de diferença para o segundo colocado Cícero Almeida do PMDB) na disputa contra Rui Palmeira que obteve mais de 46%.

#### Pós-eleição

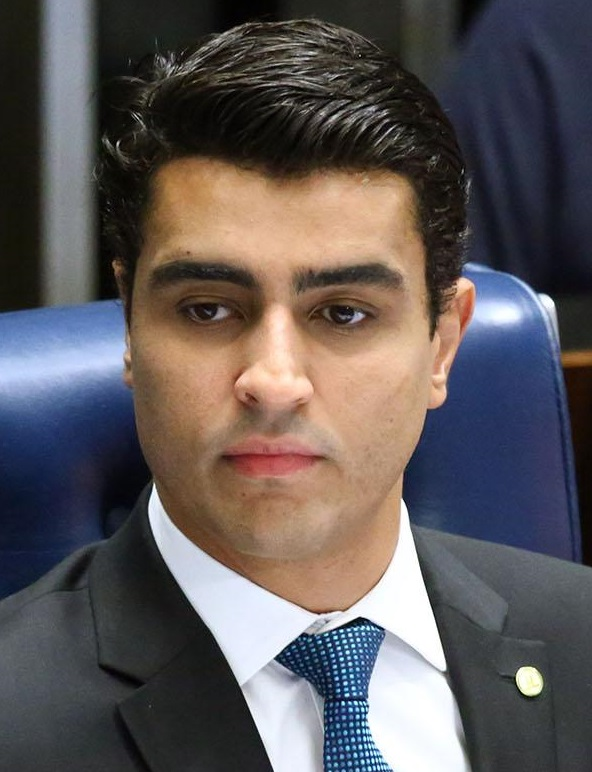
JHC em meados maio de 2018.

Ainda em 2016, o jornalista Chico de Gois, do jornal O Globo, lançou um livro chamado Os Ben$ que os Políticos Fazem, que atinge diretamente o deputado JHC e seu pai. No livro o jornalista denuncia o suposto enriquecimento ilícito de João Henrique e fala sobre o envolvimento de João Caldas no Escândalo das Sanguessugas, caso em que foi inocentado pela Justiça Federal. Além disso, mostra que pai e filho são detentores de concessões de emissoras de rádio em Alagoas. Denuncia, ainda, que João Caldas e sua esposa Eudócia detinham cargos na Assembleia Legislativa de Alagoas, embora morassem em Brasília, com salários variando em torno de 9 mil reais. O livro traz dez casos de políticos brasileiros que enriqueceram durante o exercício do mandato. Entre eles, também levanta o enriquecimento de três filhos de políticos que, apesar de jovens, têm uma fortuna maior do que a de seus pais, que estão há anos na política. Além de JHC, são citados Arthur Lira e Wilson Filho.
No final daquele ano, votou contra a PEC do Teto dos Gastos Públicos. Em abril de 2017 foi contrário à Reforma Trabalhista; já em agosto, votou a favor da abertura de investigação contra o então presidente Michel Temer.
Em 2017 foi eleito terceiro secretário da Mesa Diretora da Câmara dos Deputados, para o biênio 2017–2019.
Em 2018 concorreu às eleições gerais para se reeleger ao cargo de deputado federal, sendo eleito com 178.645 votos e o mais votado do Brasil proporcionalmente.
Em 2019 lançou, junto com outros parlamentares, a Frente Parlamentar Mista da Economia e Cidadania Digital. Enquanto Presidente da também chamada Frente Digital, tem atuado em conjunto na valorização de políticas públicas para a democratização da internet no Brasil, o empreendedorismo, melhoria da infraestrutura digital e apoio a novas formas de trabalho.
Tem participado ativamente de debates sobre a PEC 45 da Reforma Tributária, para garantir a desoneração racional da folha de pagamento, bem como do PL 2630 sobre as Fake News, enquanto Presidente da Frente Digital e com vistas a garantir os direitos dos usuários de aplicações no país.

#### Candidatura à prefeitura de Maceió em 2020

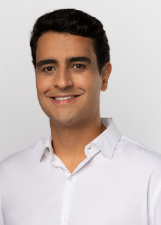
JHC como candidato a prefeito de Maceió em 2020

No ano de 2020, JHC se candidatou novamente ao cargo de prefeito de Maceió, sob a coligação Aliança com Povo, que inclui os partidos, além do PSB, o PDT e PSDB. No primeiro turno, ficou em segundo lugar com 109.053 votos (28,56% dos votos válidos), empatado tecnicamente com Alfredo Gaspar, do MDB, que obteve 110.234 votos (28,87%), havendo uma diferença de 0,31% para o primeiro colocado. Já no segundo turno, JHC superou Gaspar e foi eleito prefeito de Maceió, com 222.147 votos (58,64%).

### Prefeito de Maceió (2021–presente)
Em seu discurso de posse, JHC anunciou que a prioridade era receber as vacinas, durante a pandemia de Covid-19. Três dias após sua posse, JHC anunciou a equipe que administraria Maceió durante seu mandato de quatro anos. A equipe era composta por delegados, um tenente, um especialista no Sistema Único de Saúde (SUS), um engenheiro civil, entre outros profissionais. JHC destacou que a seleção da equipe foi baseada em critérios técnicos.
Em 2022, saiu do PSB e se filiou ao PL para apoiar o então presidente e candidato à reeleição Jair Bolsonaro no segundo turno.
Na saúde, a prefeitura anunciou a compra do Hospital do Coração em setembro de 2023, pelo valor estimado de R$ 266 milhões, que foi transformado em um hospital municipal em 2024, passando a se chamar de Hospital da Cidade.
O grande foco no turismo se tornou uma de suas principais marcas em sua gestão. Em janeiro de 2024, a prefeitura anunciou a construção de uma roda gigante na orla da Pajuçara.

#### Candidatura à reeleição pela prefeitura de Maceió em 2024
Nas eleições de 2024, se candidata a reeleição, anunciando o senador Rodrigo Cunha como seu vice em convenção do Partido Liberal na capital. É reeleito prefeito com 379.544 votos (83,25% dos votos válidos), quebrando o recorde de Cícero Almeida em 2008, que chegou a 81,49% dos votos válidos, se tornando o prefeito mais votado da história da cidade.

## Prêmios
Até 2016 JHC já havia recebido o prêmio de melhor parlamentar de Alagoas e um dos melhores do país segundo o Congresso em Foco e o Atlas Político.

## Projetos
Dentre seus projetos/ações, destacam-se:
- Participação na CPI da Petrobras;[46]
- Participação na Comissão de Ciência e Tecnologia, Comunicação e Informática e na Comissão de Constituição, Justiça e Cidadania como membro titular;
- Projeto de Lei nº 1141/2015 – que prevê a criação de bolsa mínima para estagiários e gratificação natalina;
- Projeto de Lei nº 2038/2015 – que prevê a possibilidade de dedução no Imposto de Renda Pessoa Física, para despesas com serviços relacionados à prática de exercícios físicos e esportes, incluindo orientação, espaço e equipamentos;
- Projeto de Lei nº 2145/2015 – que estabelece incentivos à produção de energia a partir de fontes alternativas renováveis e biocombustíveis e aos veículos automóveis elétricos e híbridos;
- Projeto de Lei nº 2146/2015 – que estende aos Estados e Municípios produtores de Petróleo e Gás Natural o parte do valor do Bônus de Assinatura;
- Projeto de Resolução nº 21/2015 – que cria a Secretaria da Juventude na Câmara dos Deputados;
- Presidência da Frente Parlamentar Para o Fortalecimento dos Fundos de Pensão, RPPS e Previdência Aberta;
- Presidência da Frente Parlamentar Mista pela Internet Livre e Sem Limites;
- Coordenador da Comissão Externa do Fundeb;
- Presidência da Frente Parlamentar Mista da Economia e Cidadania Digital;
- Projeto de Lei Complementar nº 146/2019 - que dispõe sobre as Startups e apresenta medidas de estímulo à criação dessas empresas, estabelecendo incentivos por meio do aprimoramento do ambiente de negócios no Brasil;
- Coordenador da Comissão Externa sobre o Afundamento do Solo em Maceió;
- Projeto de Lei n° 703/2020 -  que impede a suspensão de serviços essenciais dos cidadãos enquanto durar o período de calamidade pública nacional.

Em outubro de 2015, a convite do CEO e fundador do Facebook, Mark Zuckerberg, JHC liderou uma missão da Comissão de Ciência e Tecnologia, Comunicação e Informática da Câmara para o Vale do Silício, na Califórnia, onde debateram projeto "Free Basics", do Facebook, que leva internet gratuita para a população, e o projeto “Loon”, do Google, que busca fornecer infraestrutura para redes de internet através de balões.
A Frente, também conhecida como Bancada da Internet, foi idealizada por JHC com o objetivo criar um espaço de discussão com os dirigentes das operadoras de telefonia, sindicatos, agências reguladoras, órgãos de proteção ao consumidor, Conselho Administrativo de Defesa Econômica e conselho federal da Ordem dos Advogados do Brasil, com relação a telefonia fixa e móvel e o uso e funcionamento da Internet no Brasil.
Durante seu mandato, JHC agiu junto à INFRAERO, administradora do Aeroporto Zumbi dos Palmares, para que fossem adquiridas novas pontes de embarque (fingers) para o terminal, que estava há meses sem essa estrutura. Como resultado do trabalho o Aeroporto recebeu, ao final de Agosto de 2016, as novas pontes de embarque. 
Em 2 de fevereiro de 2017, JHC se lançou como candidato avulso para a Terceira-Secretaria da Mesa da Câmara dos Deputados do Brasil, derrotando em 2º turno o candidato indicado pelo bloco, João Fernando Coutinho, por 240 votos a 220. JHC assumiu, então, a função de Terceiro-Secretário na Mesa da Câmara dos Deputados e na Mesa do Congresso Nacional, em mandato que durou até 1º de fevereiro de 2019.
Em 2018 criou a Comissão Externa do Fundeb, da qual foi Coordenador, para discutir, dentro da Câmara dos Deputados, o procedimento de apuração, liberação e aplicação dos recursos referentes às parcelas calculadas de forma equivocada em relação aos valores do Fundef e do Fundo de Manutenção e Desenvolvimento da Educação Básica e de Valorização dos Profissionais da Educação, o Fundeb. A situação ganhou visibilidade na Casa, o que contribuiu para o apoio de outros parlamentares em prol da destinação desses recursos aos Municípios brasileiros, garantindo, principalmente, uma rede de apoio aos professores da educação básica que foram lesados pelo repasse realizado fora das normas constitucionais e legais.
Em 2019, além da criação da Frente Parlamentar Mista pela Economia e Cidadania Digital, participou e promoveu debates sobre o afundamentos dos bairros em Maceió, através da Comissão Externa sobre o Afundamento do Solo em Maceió, da qual é Coordenador, procurando os responsáveis e as soluções viáveis à população, incluindo o contato com representantes da Defesa Civil, da Defensoria Pública, do Ministério Público, da Braskem e de consultores legislativos da Câmara dos Deputados.

## Desempenho em eleições
| Ano  | Eleição              | Partido | Cargo             | Votos   | %                 | Resultado  | Ref.   |
| ---- | -------------------- | ------- | ----------------- | ------- | ----------------- | ---------- | ------ |
| 2010 | Estaduais em Alagoas | PTN     | Deputado Estadual | 17.977  | 1,42%             | Eleito     | [ 48 ] |
| 2014 | Estaduais em Alagoas | SD      | Deputado Federal  | 135.929 | 9,82%             | Eleito     | [ 49 ] |
| 2016 | Municipal de Maceió  | PSB     | Prefeito          | 91.650  | 21,78%            | Não eleito | [ 50 ] |
| 2018 | Estaduais em Alagoas | PSB     | Deputado Federal  | 178.645 | 12,25%            | Eleito     | [ 51 ] |
| 2020 | Municipal de Maceió  | PSB     | Prefeito          | 109.053 | 28,56% (1º Turno) | Eleito     | [ 52 ] |
| 2020 | Municipal de Maceió  | PSB     | Prefeito          | 222.147 | 58,64% (2º Turno) |            | [ 52 ] |
| 2024 | Municipal de Maceió  | PL      | Prefeito          | 379.544 | 83,25%            | Eleito     | [ 53 ] |